# Agylla barbipalpia
Agylla barbipalpia är en fjärilsart som beskrevs av William Schaus 1899. Agylla barbipalpia ingår i släktet Agylla och familjen björnspinnare. Inga underarter finns listade i Catalogue of Life.